# 4460 Bihoro
4460 Bihoro è un asteroide della fascia principale. Scoperto nel 1990, presenta un'orbita caratterizzata da un semiasse maggiore pari a 2,9221180 UA e da un'eccentricità di 0,1830779, inclinata di 27,04878° rispetto all'eclittica.
Dall'8 luglio al 5 settembre 1990, quando 4529 Webern ricevette la denominazione ufficiale, è stato l'asteroide denominato con il più alto numero ordinale. Prima della sua denominazione, il primato era di 4433 Goldstone.
L'asteroide è dedicato all'omonima località giapponese.